# Matthew Mellon

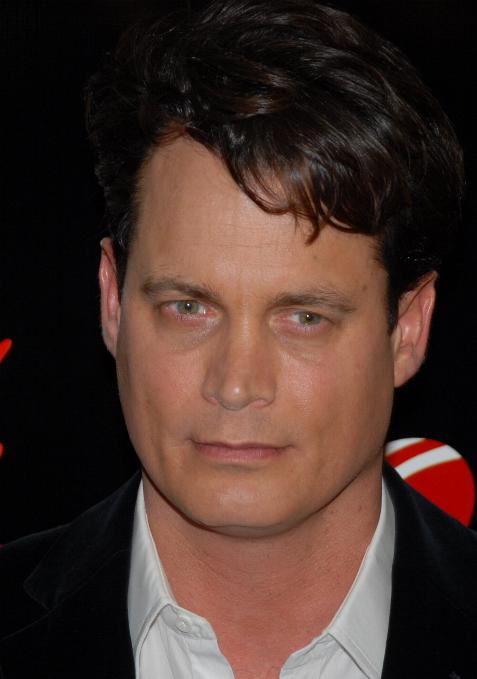
Matthew Mellon (2008)

Matthew Taylor Mellon II (* 28. Januar 1964 in New York City, Vereinigte Staaten; † 16. April 2018 in Cancún, Mexiko) war ein US-amerikanischer Unternehmer. Er wurde als Investor in die Kryptowährung Ripple bekannt und war der Finanzvorsitzende der Republikanischen Partei im Bundesstaat New York.

## Biografie
Mellon wurde als Sohn von Karl Negley Mellon and Anne Stokes Bright geboren und gehört der bekannten Unternehmerfamilie Mellon an. Mellon war ein direkter männlicher Nachfahre von Thomas Mellon, dem Gründer der Mellon Bank (heute Teil von BNY Mellon). Mellon wurde nach seinem Großvater väterlicherseits, Matthew Taylor Mellon, benannt, der der ältere Sohn des Geschäftsmanns William Larimer Mellon Sr. war. Mütterlicherseits ist Mellon ein direkter Nachfahre von Anthony Joseph Drexel, einem Bankier, dessen Investmentfirma ein Vorläufer von Drexel Burnham Lambert war. Sein Bruder Christopher Mellon war ein hochrangiger Beamter in den Regierungen von Clinton und Bush junior. Mellon wuchs in Manhattan, Palm Beach und Maine auf. Sein Vater verließ die Familie, als er fünf Jahre alt war, und starb 1983 durch Selbstmord.
Er besuchte die Phelps School, ein Jungeninternat in Malvern, Pennsylvania, und studierte anschließend Management an der Wharton School der University of Pennsylvania. Mellon unterhielt Verbindungen zur Drexel University und zur Carnegie Mellon University, die beide von Familienmitgliedern gegründet wurden. Er engagierte sich auch für die National Gallery of Art, deren Sammlung im Wesentlichen von seinem Großonkel Andrew Mellon gestiftet wurde. In den 1990er Jahren arbeitete er an der Entwicklung eines Dokumentarfilms über das Leben der heiliggesprochenen Ordensschwester Katharine Drexel. 2011 wurde er Vorsitzender des Finanzkomitees der Republikaner in New York. Er gehörte auch zu den ersten Investoren in die Kryptowährung Ripple. Im Februar 2018 berichtete das Magazin Forbes, dass Mellons Investition von zwei Millionen Dollar in die Kryptowährung zu einem Vermögen von knapp einer Milliarde Dollar angewachsen war.
Vor seiner Scheidung 2016 lebte Mellon mit seiner Frau Nicole Hanley und ihren beiden Kindern in New York City. Er hat auch eine Tochter mit seiner früheren Frau Tamara Mellon, der Mitbegründerin des Schuhunternehmens Jimmy Choo. Mellon litt wie sein Vater an einer bipolaren Störung. Mellons Abhängigkeit von dem verschreibungspflichtigen Opioid OxyContin kostete ihn angeblich 100.000 Dollar pro Monat. Er wurde mit den Worten zitiert: „OxyContin ist wie legales Heroin.“ Ende 2017 zog Mellon von New York nach Los Angeles und mietete ein Haus in den Hollywood Hills für 150.000 Dollar im Monat. Dort führte er ein aktives soziales Leben und begann, viel Zeit mit Kick Kennedy, der Tochter von Robert F. Kennedy, Jr. zu verbringen. Ende März 2018 aß Mellon mit Präsident Donald Trump zu Abend.
Mellon starb im April 2018 in Cancún, wo er sich in eine Entzugsklinik begeben wollte, die auf die Therapie mit Ibogain, einem Psychedelikum, spezialisiert war. Berichten zufolge starb er jedoch in einem Hotelzimmer in Cancun vor der Ankunft in der Klinik an einem tödlichen Herzinfarkt, nachdem er Ayahuasca, ein halluzinogenes Getränk, eingenommen hatte. Nach seinem Tod konnte seine Familie auf einen großen Teil seiner Ripple-Investitionen in Milliardenhöhe nicht mehr zugreifen, da er niemand anderem Zugangsdaten und Passwörter verraten hatte.